# Charles Despiau

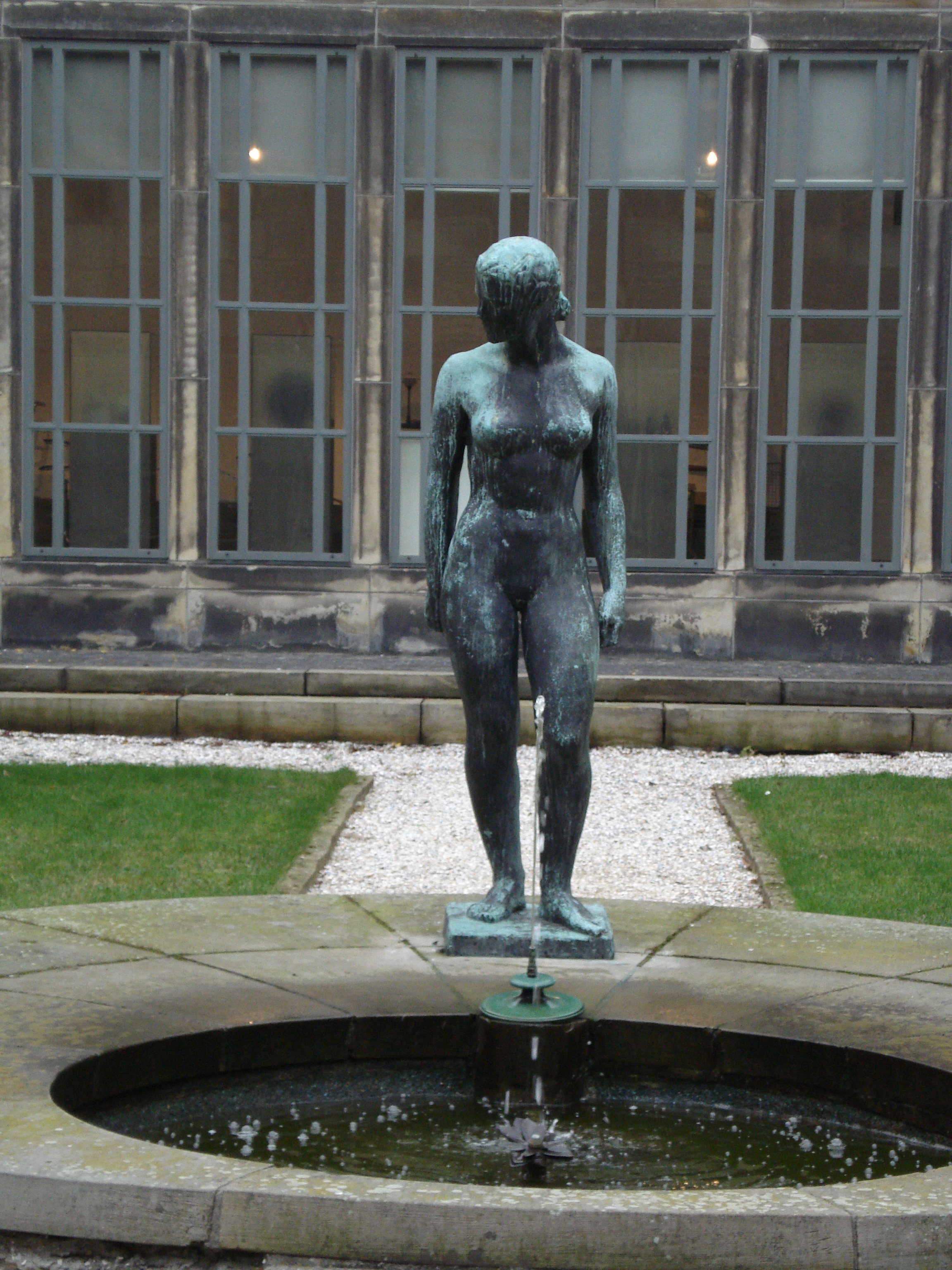
Assia 1937, Rotterdam

Charles Despiau (Mont-de-Marsan, 4 november 1874 - Parijs, 28 oktober 1946) was een Franse beeldhouwer. Hij wordt, met Auguste Rodin (zijn 'ontdekker'), Émile-Antoine Bourdelle en Aristide Maillol, gerekend tot de invloedrijkste beeldhouwers van zijn tijd in zijn land.

## Leven en werk
Vroege jaren
Despiau werd geboren als zoon van een stukadoor. Hij excelleerde op school niet als leerling, behalve in tekenen en beeldende kunst. In 1891 werd hij leerling op het atelier van Hector Lemaire, die op zijn beurt leerling was geweest van Jean-Baptiste Carpeaux op de École des Arts Decoratifs.
In 1895 werd Despiau toegelaten tot de École des Beaux Arts, die hem een jaar eerder had afgewezen. Hij kwam er onder de hoede van Louis-Ernest Barrias. Daar ontdekte hij volgens zijn zeggen: "Beeldhouwen is iets anders dan anatomie en dan een verheerlijking van biceps en triceps". In 1898 zond hij voor het eerst werk in bij de Salon des Artistes Français.
In 1904 trouwde hij met zijn model, de knappe Marie Rudel. Zij hadden een armoedige start en voorzagen in hun levensonderhoud door het inkleuren van ansichtkaarten. Hij exposeerde inmiddels regelmatig.
Rodin
Op een tentoonstelling in 1907 herkende Auguste Rodin het talent van Despiau in diens borstbeeld van 'Paulette' (de elfjarige Paule Pallus). Rodin bood Despiau een stageplaats aan, maar die accepteerde alleen een betaalde baan als vakman. Rodin ging akkoord en dat verlichtte de armoede van het echtpaar Despiau. Tevens bedong hij dat hij zijn eigen gevoel mocht volgen in plaats van slaafs opdrachten uit te voeren en te kopiëren. Rodin gunde hem zijn eigen visie. Hij bleef uiteindelijk tot 1914 medewerker van Rodin. In de Eerste Wereldoorlog moest Despiau dienst nemen in de Franse camouflage-eenheid aan het Westfront.
Doorbraak
Na deze onderbreking rees zijn ster snel. Hij maakte eind 1927 furore in de beroemde Brummer Gallery van Joseph Brummer in New York, waar niets van zijn werk onverkocht bleef. De Amerikaanse pers was lovend en enthousiast. Frank Crowninshield, uitgever van het Vanity Fair-magazine, werd zijn grote bewonderaar en verzamelaar. De armoede was voor hem en zijn vrouw definitief voorbij en de vrijheid lonkte. Bij de Wereldtentoonstelling van 1937 in Parijs was hij een van de centrale figuren in het Franse paviljoen in het Palais de Chaillot.
Beschuldiging van collaboratie
In 1935 poseerde voor hem een aangetrouwd nichtje van 15 jaar, Odette. Hij maakte vele tekeningen, portretten en beelden van haar. Sindsdien was zij zijn maîtresse. De jonge, knappe en opportunistische Odette had een enorme invloed op hem. Zij had goede contacten met hoge officieren in de Duitse Wehrmacht. Despiau zelf toonde zich niet geïnteresseerd in politiek, maar hij nam tijdens de bezetting van Frankrijk door de Duitsers te weinig afstand tot de nazi's, waardoor zijn reputatie ernstige schade leed.
Hij was bevriend met de Duitse beeldhouwer Arno Breker, die al in 1927 naar Montparnasse in Parijs was gekomen en daar banden had aangeknoopt met tal van kunstenaars, onder wie Despiau en Maillol. Nadat Breker in nazi-Duitsland in de gunst was gevallen van Adolf Hitler en de nationale architect Albert Speer, bleven de goede contacten tussen Despiau en Breker bestaan. Despiau nam deel aan een door Breker georganiseerde tentoonstelling in Berlijn en (met een groep andere Franse kunstenaars) aan een tournee door Duitsland in 1941. Dit is hem niet in dank afgenomen. In tegenstelling tot de in 1944 overleden Maillol, die de vriendschap met Breker gebruikt had om zijn Joodse model Dina Vierny uit handen van de Gestapo te krijgen, bleef hij ook na zijn dood in 1946 gelden als een collaborateur met de Duitsers. Dat zou de relatieve onbekendheid van Despiau van na de oorlog kunnen verklaren.

## Betekenis
Zijn oeuvre bestaat uit ongeveer 150 beelden en 1000 tekeningen, gemaakt tijdens zijn 50-jarige carrière. Dat is relatief niet veel, maar dat is te verklaren uit het feit, dat Despiau op zijn vakgebied een perfectionist was, die veel van zijn beelden eindeloos herhaalde en trachtte te verbeteren.
Hoewel hij jarenlang bij Rodin gewerkt heeft, zou het onterecht zijn Despiau aan te merken als een 'leerling' van Rodin, want hij stond bekend als een man met een sterk karakter en een sterke persoonlijkheid met een geheel eigen stijl. Met Rodin deelde hij, naast het figuratieve in zijn werk, het sterk emotionele in de expressie. Toch zien velen bij hem een grotere verwantschap met de gepolijste en soms wulpse beeldtaal van Aristide Maillol. Bij Despiau, die zich meer toelegde op portretkoppen dan op het uitbeelden van het menselijk lichaam, ontwikkelde zich echter een grotere nadruk op enerzijds abstrahering en anderzijds karakterisering.
Despiau is veelal beschreven als de "leider van de Onafhankelijke Kunst" en inspirator van de figuratieve abstractie. Zijn invloed op de figuratieve kunst is tot op heden internationaal voelbaar. Tot zijn Nederlandse leerlingen behoorden leden van De Groep als Charlotte van Pallandt en Han Wezelaar en vooral Bertus Sondaar, die zo'n trouwe volgeling en bewonderaar was dat hij weleens als "Despioot" werd betiteld. Ook Piet Esser, die pas na de oorlog via zijn weduwe met diens werk kennismaakte, werd zeer door Despiau beïnvloed.
Meer dan 100 musea wereldwijd en 30 in Frankrijk hebben werk van hem in hun collectie. De belangrijkste van zijn werken staan echter in het Museum van Mont-de-Marsan, samen met die van zijn vriend Robert Wlérick.
In het museum Beelden aan Zee te Scheveningen werd van 1 november 2013 tot 26 januari 2014 een overzichtstentoonstelling gehouden met als titel Charles Despiau (1874-1946). Sculpteur mal-aimé.